# Post-rock
El post-rock es una forma de rock experimental conocido por  un enfoque en la exploración de texturas y timbres sobre estructuras, acordes o riffs de canciones de rock tradicionales. Las composiciones de post-rock suelen ser instrumentales, y normalmente combinan instrumentación de rock con electrónica. El género surgió dentro de la escena musical indie y underground de los años 1980 y principios de los 1990. Sin embargo, debido a su abandono de las convenciones del rock, a menudo tiene poco parecido musical con el indie rock contemporáneo, tomando prestado en cambio de diversas fuentes, incluyendo ambient, electrónica, jazz, krautrock, dub y música clásica minimalista.En un ensayo periodístico del año 1996 se mencionan tres rasgos característicos de esta corriente: "1) utilizar los instrumentos característicos del rock en una forma que no es rock; 2) preocuparse más por la creación de timbres, texturas y frecuencias que por las estructuras convencionales; 3) una actitud abierta y heterodoxa. El rock convencional no se usa ni siquiera como referencia a subvertir. Por ello, no es extraño encontrarnos con canciones tan accesibles como "Secondhand Clothes" (Moonshake), "Darling Effect" (Insides) o "It's a Kid's World" (Disco Inferno)". A estas características musicales le añade una cualidad extra relativa a la actitud de los músicos: "No se aprecia en los post-rockers preocupación alguna por la imagen, ni caracteres sociológicos a los que agarrarse, ni siquiera un interés especial por las letras -salvo contadas excepciones-. Probablemente, éste sea el movimiento más centrado en la música (casi abstractamente) desde hace décadas".
A artistas como Talk Talk y Slint se les atribuye la producción de obras fundamentales de este estilo a principios de la década de 1990. El término post-rock en sí fue empleado notablemente por el periodista Simon Reynolds en una reseña del álbum Hex de Bark Psychosis en una edición de la revista The Wire (en mayo de 1994). A partir de ese momento, la etiqueta se usó para definir a bandas de rock que hasta entonces se consideraban inclasificables (Gastr del Sol, Cul de Sac, Main) como también a experimentadores más melodiosos dentro del indie-rock como Stereolab, Laika, y the Sea and Cake. Más tarde se solidificó hasta convertirse en una tendencia reconocible con el lanzamiento del álbum de Tortoise en 1996, Millions Now Living Will Never Die, quizás la fusión de mayor alcance de las innumerables influencias del post-rock.  A partir de entonces, con esa etiqueta fueron englobados artistas tan diversos como Labradford, Trans Am, Ui, Flying Saucer Attack, Mogwai. Esto ha llevado a varias críticas al concepto mismo de post rock, dado que se ha utilizado para describir bandas que difieren mucho en estilo, lo que hace que el término sea controvertido tanto entre los oyentes como entre los artistas. Así, por ejemplo, se usa para hablar de la música de Tortoise al igual que la de Mogwai, dos bandas que tienen poco en común (salvo el hecho de que su música es predominantemente instrumental).

## Origen del término
El término post-rock fue acuñado por el crítico Simon Reynolds en su reseña del álbum Hex de Bark Psychosis, publicado en el ejemplar de marzo de 1994 de la revista Mojo. Reynolds expandió esa misma idea en el ejemplar de mayo de 1994 de la revista The Wire.

Tal vez el área realmente provocativa para un desarrollo futuro de la música yace en... el rock cíborg; no en un abrazo incondicional a la metodología techno, pero sí algún nivel de interacción entre el desempeño musical en vivo, con instrumentos reales y el uso de efectos y mejoras digitales.
Simon Reynolds

En una entrada de julio de 2005 en su blog, Reynolds declaró que había usado el término "post-rock" antes de publicarlo en Mojo, en la revista de música Melody Maker. Más adelante también declaró que había encontrado que el término no fue de su propia creación, publicando en su blog que "a pesar de que yo genuinamente creí que estaba acuñando el término, he descubierto que este ha estado flotando en el ambiente por más de una década". El término también fue usado por James Wolcott en un artículo de 1979 sobre Todd Rundgren, a pesar de que Wolcott lo utilizó con un significado completamente distinto. El término también fue utilizado en "The Rolling Stone Album Guide" para denominar un estilo musical similar al avant-rock.

## Historia

### Antecedentes
De acuerdo a Reynolds, la principal influencia del post-rock es The Velvet Underground, banda estadounidense de fines de los años 60, y su «dronology», estilo sonoro que «define aproximadamente el cincuenta por ciento de la actividad post-rock actual». El equipo editorial de la revista Stylus Magazine también señaló que «si se hubiese publicado 20 años más tarde», el álbum Low (1977), de David Bowie, habría sido considerado post-rock.
Entre los precursores del género se encuentra el grupo británico Public Image Ltd. (PiL), a quienes la revista NME describió como «probablemente la primera banda de post-rock». Su segundo álbum Metal Box, de 1979, abandonó casi por completo las estructuras tradicionales del rock en favor de paisajes sonoros más densos y repetitivos inspirados en el dub. Según Reynolds, fue el pensamiento de su líder John Lydon, que «el rock es obsoleto», lo que llevó a PiL a experimentar con las convenciones del género. De forma similar, Dean McFarlane de AllMusic destacó el segundo álbum del grupo Alternative TV, Vibing Up the Senile Man (Part One) —del mismo año—, como «una puerta abierta a la polifacética música post-rock», con su inspiración de la música vanguardista, noise y jazz, y sus similitudes al trabajo de Lydon.

### Años 1990
Una de las bandas que influenció al movimiento fue Talk Talk, que originalmente era una banda de synth pop perteneciente al movimiento New Romantic (conocida por éxitos como "It's My Life" y "Such A Shame"), pero que desde su tercer álbum se movió en una dirección completamente distinta, y que con Spirit of Eden y Laughing Stock introdujo un sonido minimalista basado en texturas inspiradas en el jazz y el ambient, con canciones más largas y atmosféricas. Slint, por su parte, provenía de la escena hardcore. Su álbum Tweez (1989), mayoritariamente instrumental, mantenía la tensión del hardcore, pero dejando la música fluir de forma libre. Como lo expresó el crítico Piero Scaruffi: "Fue un agujero negro estilístico que absorbió la historia de la música rock, en el que prácticamente terminó la historia de la música rock. No era exactamente rock ácido, aunque se entregaba a un enfoque de forma libre similar, no era rock progresivo, aunque exhibía la misma postura inteligente, no era heavy metal, aunque dependía de un trabajo contundente de guitarra, no era free-jazz ni música clásica de vanguardia, aunque compartía con ellos una inclinación por las estructuras innovadoras". Slint sentó con ese álbum temprano las bases del sonido post rock, que luego desarrollaría y llevaría a la perfección  con su muy influyente siguiente álbum Spiderland: editado en 1991.Este álbum presenta letras narrativas que enfatizan la alienación y cuenta, además, con dinámicas que se alternan drásticamente y con una infinidad maniobras vocales que van desde la palabra hablada hasta los gritos y ha influido en el estilo de varias bandas de género post-rock.
Después de la popularización, por parte de Simon Reynolds, de la etiqueta "post-rock", la misma fue utilizada para describir la música de bandas como Cul de Sac, Stereolab, Laika, Disco Inferno, Moonshake, Seefeel, Bark Psychosis y Pram, aunque, frecuentemente, también se utilizó para describir una variedad de música creada antes de 1994, influenciada por el jazz, el krautrock y la música electrónica.
Tortoise fue una de las bandas fundadoras del movimiento. Nacida como un seleccionado del underground de la ciudad de Chicago, su acierto fue básicamente la unión de dos formidables secciones rítmicas, el baterista de Poster Children, John Herndon, y el bajista de Eleventh Dream Day, Doug McCombs, más la sección rítmica de Gastr Del Sol (el baterista John McEntire y el bajista Bundy Ken Brown), aumentada con el percusionista de Tar Babies, Dan Bitney. Ellos no sólo tomaron influencias rítmicas del funk y el dub, sino que se propusieron oscurecer ese legado con un enfoque de mayor alcance. En su debut homónimo (1994) cada músico alternó diferentes instrumentos, pero básicamente se trataba de un experimento fundado en el ritmo.  Con su segundo LP, Millions Now Living Will Never Die, en el que Bundy Ken Brown es reemplazado por el guitarrista de Slint, David Pajo, la banda se convirtió en un icono del post-rock. Sorprendía un track de casi 21 minutos de duración: Djed, algo que ninguna banda de rock acostumbraba a hacer en los años noventa, y que parecía retrotraer a conceptos estéticos propios del rock progresivo. Si la duración era llamativa, mucho más lo era la estructura del tema, que rememoraba fuentes tan lejanas como Neu! y las composiciones de Steve Reich, pero sin perder nunca la unidad armónica y estilística
A partir de ese disco, la influencia del jazz modal comenzó a prevalecer en las composiciones de la banda, lo que fue especialmente notorio en su próximo álbum, TNT (1998). Según Scaruffi, "el sexteto (McEntire, Herndon, Bitney, McCombs, Pajo y el guitarrista negro Jeff Parker) que grabó TNT (nov 1996/nov 1997 - mar 1998) tenía en mente el Modern Jazz Quartet y el quinteto histórico de Miles Davis, no King Crimson o Slint, pero el resultado fue, no obstante, una aplicación magistral de la estética de Djed". Muchas bandas (como Do Make Say Think) comenzaron a grabar música inspirada por Tortoise, y fueron descritas como post-rock. Chicago, Illinois, se convirtió en el centro de la escena. John McEntire (de Tortoise), al igual que Jim O'Rourke (de Brice-Glace, Gastr del Sol y otras bandas) se volvieron importantes productores de varias bandas del género.
En el marco de la música en Latinoamérica, la banda mexicana Café Tacvba, incursionó como pionera del post-rock con su álbum doble Revés/Yo soy grabado en 1995 y estrenado hasta 1999 por problemas con su disquera, misma que lo retiró del mercado al poco tiempo debido al carácter poco comercial del material.
El álbum experimenta con la amalgama de diferentes vaguardias musicales como el ambient, krautrock, música concreta, folk, trip-hop, música clásica contemporánea, entre otras, aterrizadas en las coordenadas del rock alternativo.
La prensa especializada, así como muchos oyentes, lo consideran el álbum inaugural del post-rock en español y un hito de la música experimental, siendo inspiración para la amplia tradición posterior de proyectos musicales inclinados al post-rock en la hispanosfera. 
Otra de las locaciones más importantes dentro del movimiento post-rock es Montreal, donde Godspeed You! Black Emperor y otras bandas similares como Do Make Say Think, A Silver Mt. Zion y Fly Pan Am entre otras, graban y lanzan sus discos a través de Constellation Records, una de las discográficas más importantes del género.

### Años 2000
A principios del 2000, el término "post-rock" se volvió controvertido ya que muchos críticos condenaron su uso. Incluso bandas consideradas parte del movimiento como Cul de Sac, Tortoise, y Mogwai comenzaron a rechazar el término. La gran cantidad de estilos que el término cubría hicieron que el mismo perdiera gran parte de su utilidad.
Algunas bandas relativamente "comerciales" como Yourcodenameis:milo y Hope Of The States adoptaron el enfoque compositivo de bandas como Mogwai. Sin embargo, el movimiento no ha sido demasiado influyente en el mainstream. Bandas como Akira, Red Sparowes, Palms y Agents in Panama siguen siendo parte del underground. Cabe destacar el reconocimiento recibido de ciertas bandas como la islandesa Sigur Rós, Explosions in the Sky, Pelican, I'msonic Rain, y Mono, cuyos niveles de popularidad han ido subiendo con los años.
A pesar de las críticas al uso del término, todavía surgen bandas de post-rock; Pantuflas, A Shelter in the Desert, 65daysofstatic, Youthmovies, Austin TV, Aurora Somnia, MojiMoji, AMBR , Parahelio, Kermit, Oso de Hielo, La Oveja Eléctrika, Way 98 que se abre paso en la escena post rock de Latinoamérica hacia el mundo, aún mantienen los principios fundamentales del género.
En España, los primeros álbumes de post-rock fueron publicados a principios de esta década, de la mano de 12twelve y Pupille. Actualmente las bandas más destacadas dentro de la escena española son Toundra, Syberia, Jardin de la Croix y El Altar del Holocausto.

## Características musicales

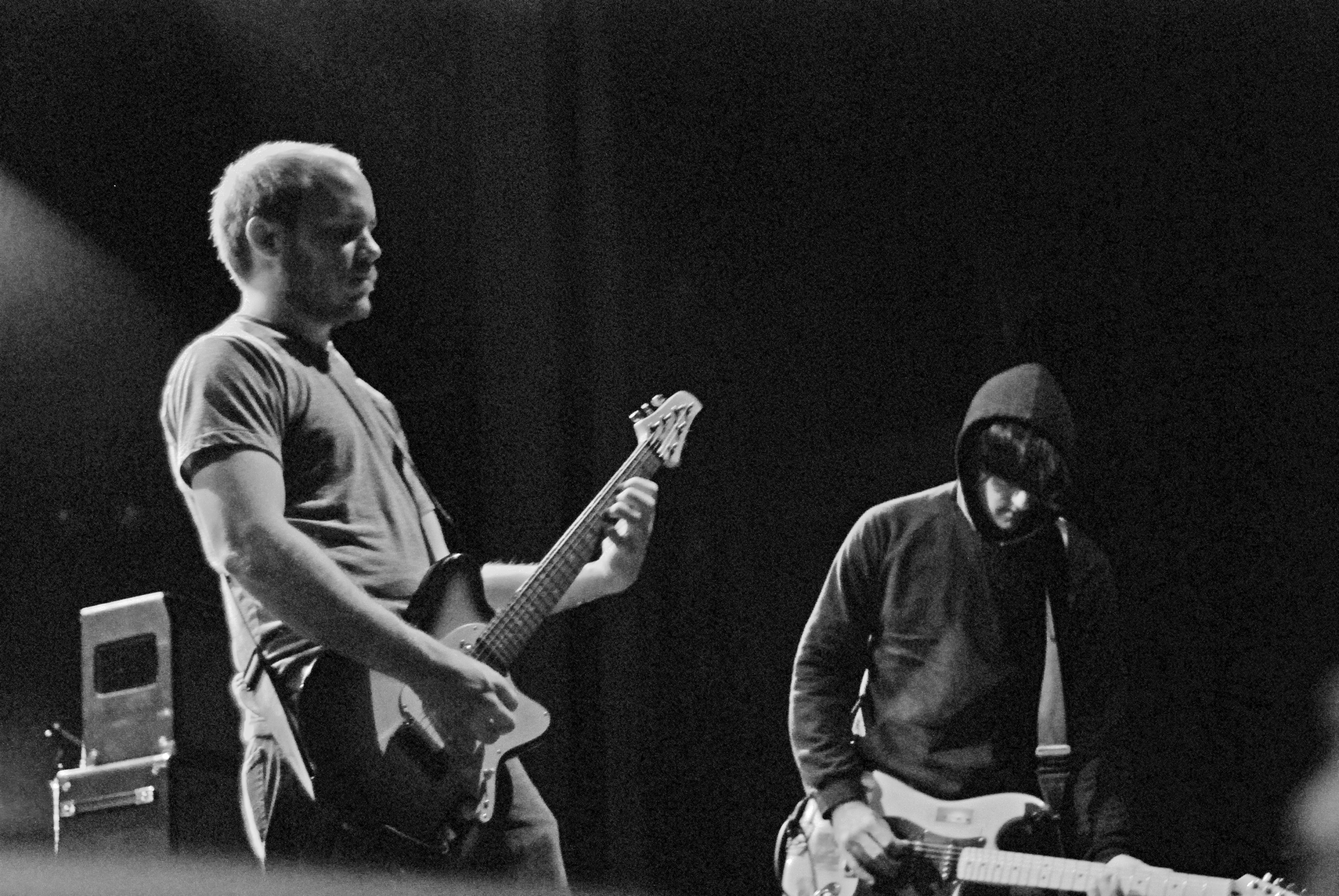
Explosions In The Sky en el Webster Hall de Nueva York.

El sonido post-rock puede incorporar una gran variedad de géneros musicales, entre los que destacan el rock progresivo, la música electrónica, la música experimental y el jazz. Muchas bandas tempranas del género incluyeron una influencia muy fuerte del krautrock de la década del '70, uno de los subgéneros más significativos del rock progresivo, particularmente tomando elementos del "motorik", el ritmo característico del krautrock. El enfoque, que incluye énfasis en el trabajo instrumental y las texturas sonoras, es similar al que inicialmente tenía la música new age, la cual derivó de la tradición moderna del folk.
Las composiciones de post-rock usualmente hacen uso de la repetición de arreglos musicales, y de delicados cambios de ritmo y dinámica. En algunos puntos, el post-rock es similar a la música de Steve Reich, Philip Glass y Brian Eno, pioneros de la música minimalista. Típicamente, las piezas musicales post-rock son de larga duración y puramente instrumentales, conteniendo estructuras repetitivas de timbre, dinámica y textura.
Generalmente, no hay voces cantadas en las composiciones de post-rock, sin embargo, esto no necesariamente significa que la voz humana esté totalmente ausente. Cuando se incluyen voces, su uso es no tradicional: algunas bandas del género incluyen voces como elementos puramente instrumentales e incidentales con el sonido, en lugar de un uso más "limpio", donde la voz es claramente interpretable y se utiliza para dar un sentido poético y lírico a la canción. Sigur Rós, una banda conocida por su distintivo uso de voces cantadas en sus composiciones, fabricó un lenguaje que llamaron hopelandic (‘idioma de la Tierra de la Esperanza’), el cual fue descrito por la banda como «una forma de galimatías que encaja en la música actuando como otro instrumento más». Esta ausencia de vocalistas incide también en que estas bandas ofrezcan shows en vivo alejados de la puesta en escena típica del rock: se concentran más en la ejecución musical que en estimular la interacción con el público, se ilumina de manera minimalista el escenario, se intercambian instrumentos entre los ejecutantes, no hay roadies, los músicos pueden estar en un mismo plano o cambiar entre el frente y la segunda fila de la formación.